# Prochilodus lineatus
Prochilodus lineatus, il curimba striato, anche noto come prochilode striato, è una specie del genere Prochilodus, della famiglia Prochilodontidae. È originario dei bacini fluviali Paraná-Paraguay e Paraíba do Sul in Sud America. Questa specie è nota per compiere lunghe migrazioni riproduttive, e sostiene attività di pesca molto importanti.
Il suo nome comune spagnolo è sábalo; in Brasile è anche chiamato curimbatá, corimbatá o grumatã. Negli Stati Uniti è anche conosciuto con il sinonimo tecnico Tarpon prochilodus. Ci sono molte altre specie di pesci che hanno come nome comune sábalo; pertanto, P. lineatus viene distinto chiamandolo sábalo jetón (spagnolo colloquiale per "bocca grande") o chupabarro ("ventosa del fango").

## Descrizione
Il curimba striato può raggiungere una lunghezza massima di 80 centimetri (2,6 piedi), per un peso di 9 kg (20 libbre). Tuttavia, la maggior parte degli esemplari hanno una lunghezza media di circa 45 centimetri (1,5 piedi). Il suo corpo è alto e compresso, dalla livrea grigio-verdastra (più chiara sul ventre), con pinne verde-giallastre. La sua bocca è circolare e sporge in avanti; ha due serie di piccoli denti.

## Ecologia
Questo pesce predilige le acque profonde ed è illeofago, cioè risucchia e si nutre di fango organico, per il quale la sua bocca è particolarmente adatta. Questo suo comportamento rende difficile pescarlo con un'esca. Migra in grandi argini, alla ricerca di acque calde durante la primavera per deporre le uova.

## Nel fiume Paraná

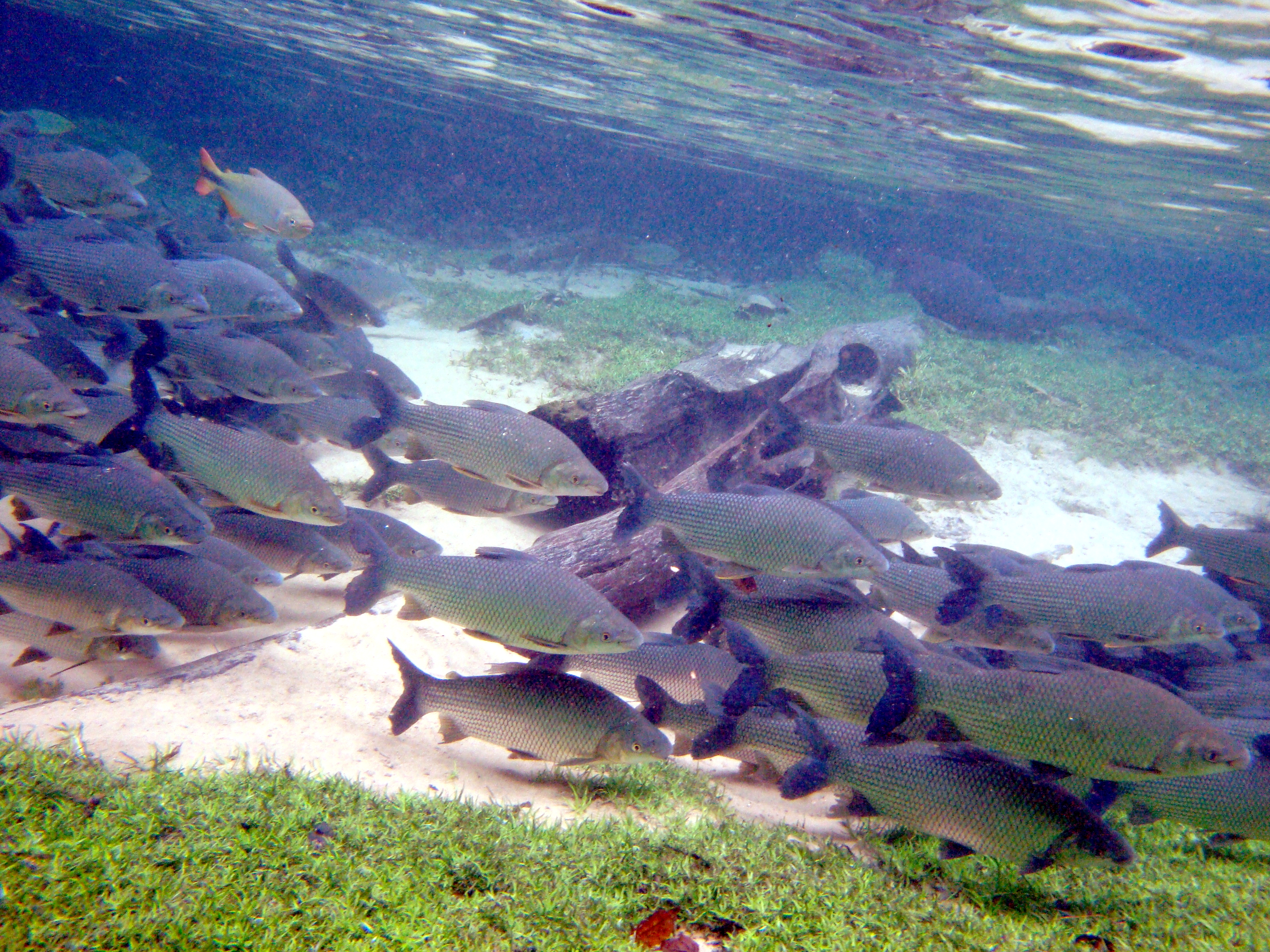
Un banco di P. lineatus (ed un singolo also Brycon hilarii, in alto a sinistra) nel Pantanal, Brasile

Il curimba striato è considerato la specie chiave del fiume Paraná, poiché costituisce la base della catena alimentare che termina con pesci più grandi come il pesce gatto surubí (Pseudoplatystoma) ed il dorado dorato (Salminus brasiliensis). Le normative in vigore a Santa Fe e Entre Ríos, in Argentina, si sono rivelate inefficaci per preservare la specie, che viene gravemente sfruttata, sia per il consumo interno che per l'esportazione. Gli esperti stimano che la cattura di 20.000 tonnellate di curimba all'anno sia il limite massimo di sostenibilità. Le esportazioni, tuttavia, di circa 13.000 tonnellate, nel 1998, sono cresciute a 34.000 tonnellate, nel 2004, dopo che il deprezzamento del peso argentino causato dalla crisi economica ha triplicato il suo valore locale.
Con la diminuzione della popolazione ittica, i pescatori che dipendono dalle catture per il proprio sostentamento possono sostenersi solo con esemplari più piccoli, spesso non maturi e che quindi non hanno avuto il tempo di riprodursi.
Il diffuso mancato rispetto delle dimensioni delle reti prescritte e la presenza di impianti di lavorazione illegali, che i governi locali non controllano, hanno costretto i gruppi ambientalisti a protestare. La questione si è trasformata in un conflitto di giurisdizione quando Santa Fe ha inasprito i regolamenti nel 2005, vietando la cattura dei curimba di lunghezza inferiore a 42 centimetri, mentre Entre Ríos ha mantenuto il limite più libero a 40 centimetri. Il 13 luglio, circa 400 pescatori hanno bloccato l'accesso al Ponte Rosario-Victoria di Rosario che unisce le due province. Il 1º agosto, dopo che Entre Ríos ha abbinato i suoi regolamenti a quelli di Santa Fe, 300 pescatori e lavoratori dell'impianto di congelamento di Victoria hanno fatto lo stesso. Sono stati messi sotto pressione, secondo alcune affermazioni, dalla minaccia di disoccupazione se i loro stabilimenti non sono in grado riempire le loro quote di esportazione.
Nell'ottobre 2006, principalmente per facilitare la riproduzione del curimba, il ramo legislativo di Santa Fe ha tentato di approvare un divieto temporaneo di pesca commerciale nel Paraná. Questo divieto è stato posto il veto dall'esecutivo, in quanto non aveva alcuna controparte nel vicino Entre Ríos. Il 21 dicembre 2006, il governo nazionale ha vietato le esportazioni di pesce del fiume Paraná per otto mesi a partire dal 1 ° gennaio 2007.